# Hällebergets naturreservat
Se berggrund för det geologiska begreppet.
Hälleberget är ett naturreservat i Enslövs socken i Halmstads kommun i Halland.
Området är skyddat sedan 2011 och ligger nordöst om samhället Oskarström. Det är ett ädellövsskogsområde på 44 hektar som består av två kullar och en dalgång där emellan. Hällebergets terräng är svårtillgänglig vilket gjort att det varit svårt att ha ett vanligt skogsbruk i området. Det finns gott om död ved och gamla träd och en del bokar är mer än 200 år gamla. Förutom koralltaggsvampen har denna naturskog blivit en fristad för många andra sällsynta arter. Sammanlagt har hela 21 rödlistade arter och 37 regionalt intressanta arter hittats i området, framförallt handlar det om olika mossor och lavar.